# Wilhelm Kulemann (Politiker)
Wilhelm Kulemann (* 9. September 1851 in Gandersheim; † 6. April 1926 in Braunschweig) war Jurist und Mitglied des Deutschen Reichstags.

## Leben
Kulemann besuchte die Volksschule in Lutter am Barenberge und das Gymnasium in Blankenburg am Harz. Danach studierte er Rechtswissenschaften an den Universitäten Göttingen und Berlin. Das erste juristische Examen absolvierte er im November 1872, das zweite 1876. Er fand eine Anstellung als Amtsgerichtssekretär mit Titel Assessor in Gandersheim am 1. April 1877 und wurde dort Amtsrichter am 1. Oktober 1879. Am 1. Mai 1882 wurde er als Landgerichtsrat nach Braunschweig versetzt. Zwischen 1900 und 1905 war er Vorsitzender des Freien evangelischen Zentralausschusses.
Von 1887 bis 1890 war er Mitglied des Deutschen Reichstags für den Reichstagswahlkreis Herzogtum Braunschweig 3 (Holzminden, Gandersheim) und die Nationalliberale Partei.